# Garrya laurifolia
Cuachichic (Garrya laurifolia) es un árbol que pertenece a la familia Garryaceae. Es un árbol pequeño que tiene una corteza con un olor no muy grato, hojas elípticas y frutos de color café. Se distribuye en los estados del centro de México y con algunos registros en Michoacán y Chiapas. Su hábitat son los bosques de pino-encino. Su principal aprovechamiento es con fines ornamentales. 

## Clasificación y descripción
Arbusto o árbol pequeño, con la base del tallo ramificada, las ramificación decusada (en forma de aspa o cruz), la corteza es de color pardo-rojiza, tiene un característico olor desagradable, copa de forma irregular,  las ramillas jóvenes son tomentosas, glabras con la edad; pecíolo de 8-26 mm de largo, connada en la base (connado que esta más o menos unido entre sí, por ejemplo en las hojas opuestas unidas en la base) y adnado al tallo, la hoja es elíptica, anchamente elíptica, largamente elíptica o lanceolada, rara vez angostamente obovada, de 4  a 16.8 cm de largo y 2.1 a 8 cm de ancho, ápice redondeado a obtuso, a veces agudo, mucronado, base cuneada, ligeramente atenuada o redondeada, tomentosa a glabra en la juventud, cuando madura la hoja el haz es de color verde oscuro, glabro, lustroso, reticulado-rugoso, el envés es piloso a tomentoso, margen plano o ligeramente revoluto (bordes encorvados), coriácea o subcoriácea, vena central aparente en el haz, menos conspicua en el envés, algunas veces cubierta por tricomas pardos, blanquecinos o plateados; inflorescencias racemosas (en forma de racimos), péndulas, más o menos densas y compactas, las masculinas miden de 2 a 7 cm de largo, tomentosas a pilosas, las femeninas de 2.5 a 6.5 cm de largo, hasta 12 cm en fruto, muy tomentosas; flores masculinas sésiles o con un pedicelo de 2 a 3 mm de largo, bráctea floral angosta (las brácteas son hoja que nace del pedúnculo de las flores de algunas plantas (algunas veces parecen pétalos), que tiene distinta forma, consistencia y color que la hoja normal), lóbulos connados en el ápice, estambres alternos a los lóbulos, anteras oblongas, de 1.5 a 4 mm de largo, filamentos del mismo largo que las anteras; flores femeninas provistas de brácteas solitarias foliáceas, lanceoladas a elípticas, frecuentemente adnadas al ovario, evidentes sobre todo en la infrutescencia, perianto reducido, inconspicuo, ovario subgloboso, puberulento a pubescente, estilos 2, de ± 1 mm de largo; fruto más o menos ovoide, de 8 a 12 mm de largo, pedúnculo corto; semillas 2 o 1 debido a aborto, ovoides a subglobosas, de color negro, embrión pequeño, rodeado de copioso endospermo.

## Distribución y hábitat
Se encuentra de preferencia en bosques de encino, de encino-pino, pino y pino-encino. 1000-2600 m s. n. m. En México se tiene registros de esta especie en : Aguascalientes, Chiapas, Chihuahua, Distrito Federal, Durango, Guanajuato, Guerrero, Hidalgo, Jalisco, Estado de México, Michoacán, Morelos, Nuevo León, Oaxaca, Puebla, San Luis Potosí, Sinaloa, Tamaulipas, Veracruz y Zacatecas. Guatemala; Belice; Honduras; El Salvador; Nicaragua; Costa Rica.

## Nombres comunes
- Cuauchichi, guachichi, ovitano, zapotillo.
- Aguacatillo, Azulillo, Laurelillo, Nuez moscada, Palo amargo, Palo negro, Zapotillo, Árbol amargo (Español)[1]

## Usos
Contiene propiedades medicinales, a pesar de que no hay concordancia sobre su uso, se menciona frecuentemente su uso para el dolor de cabeza y edemas. Se ha utilizado con fines ornamentales.